# Rey Maualuga
Rey Maualuga (* 20. Januar 1987 in Fort Sill, Oklahoma) ist ein ehemaliger US-amerikanischer American-Football-Spieler in der National Football League (NFL). Er spielte für die Cincinnati Bengals sowie die Miami Dolphins als Linebacker.

## College
Maualuga besuchte die University of Southern California und spielte für deren Team, die Trojans, das damals von Pete Carroll trainiert wurde, von 2005 bis 2008 äußerst erfolgreich College Football. Trotz des stark besetzten Linebacker-Korps der Trojans – neben Maualuga gehörten etwa auch Brian Cushing und Clay Matthews zum Team – kam er regelmäßig zum Einsatz und konnte insgesamt 164 Tackles setzen sowie 9.0 Sacks erzielen. Für seine Leistungen wurde er in diverse Auswahlteams aufgenommen und mit verschiedenen Auszeichnungen bedacht, darunter 2008 auch mit dem prestigeträchtigen Chuck Bednarik Award.

## NFL

### Cincinnati Bengals
Er wurde beim NFL Draft 2009 in der zweiten Runde als insgesamt 38. von den Cincinnati Bengals ausgewählt und konnte sich sofort etablieren. Bereits in seiner Rookie-Saison lief er in 15 Partien als Starter auf und gehört seither zu den Stützen der Defense der Bengals.
2012 wurde er nach einem Spiel gegen die New York Giants wegen unnötiger Härte mit einer Geldstrafe in Höhe von 15 750 US-Dollar belegt.
2014 übernahm er eine Nebenrolle in der Disney-Produktion Million Dollar Arm unter der Regie von Craig Gillespie.

### Miami Dolphins
Im August 2017 wechselte Maualuga zu den Miami Dolphins.
Am 18. November wurde Maualuga wegen Körperverletzung verhaftet, kurz darauf entließen ihn die Dolphins.